# Ondřej Lingr
Ondřej Lingr (ur. 7 października 1998 w Hawierzowie) – czeski piłkarz grający na pozycji ofensywnego pomocnika. Od 2020 roku zawodnik zespołu Slavia Praga, z którego został wypożyczony w sezonie 2023/2024 do Feyenoordu.